# Агино Село (Куманово)
Агино Село (мкд. Агино Село) је насеље у Северној Македонији, у северном делу државе. Агино Село припада општини Куманово.

## Географија
Агино Село је смештено у северном делу Северне Македоније. Од најближег града, Куманова, село је удаљено 12 km јужно.
Село Агино Село се налази у историјској области Жеглигово, на приближно 330 m надморске висине. Подручје око насеља је равничарско, док се на северозападу издиже Скопска Црна Гора.
Месна клима је континентална са слабим утицајем Егејског мора (жарка лета).

## Становништво
Агино Село је према последњем попису из 2021. године имало 867 становника.
Почетком 20. века село је било мешовито, подељено између православних Словена и муслиманских Турака. После тога Турци су се спонтано иселили у матицу.
Савремени етнички састав:
| Националност | 1994. год.  | 2002. год.  |
| Македонци    | 798 (98,4%) | 949 (98,3%) |
| Срби         | 12 (1,3%)   | 13 (1,3%)   |
| остали       | 1 (0,1%)    | 3 (0,3%)    |
| УКУПНО       | 811         | 965         |

Претежна вероисповест месног становништва је православље.